# NA7
NA7 war ein Experiment am Super Proton Synchrotron des CERN, das 1977 bis 1987 durchgeführt wurde. Ziel war die Messung der elektromagnetischen Formfaktoren des Pions und des Kaons. Sprecher der Kollaboration war Stephan Frank. Ein weiteres prominentes Mitglied der Kollaboration war der spätere Sprecher des CMS-Experiments Guido Tonelli.

## Aufbau
Vieldraht-Proportionalkammern (MWPC) ermöglichten die Bestimmung des Impulses der einlaufenden Teilchen, welche aus einem Pionstrahl des Super Proton Synchrotron mit einer Reinheit von circa 98 % und einem Impuls von 300 GeV/c stammten.  Als Probe wurde Wasserstoff verwendet und als Trigger dienten Szintillatoren vor und nach der Probe. Zur Vertex-Rekonstruktion wurden fünf mal acht MWPCs verwendet. Das Spektrometer des NA1 Experiments schloss den Aufbau ab.